# Мюллер, Жозеф Антуан Шарль
Жозеф Антуан Шарль Мюллер (фр. Joseph Antoine Charles Muller; 1775–1853) — французский военный деятель, полковник (1806 год), барон (1808 год), участник революционных и наполеоновских войн.

## Биография
Родился в семье нотариуса Бартелеми Мюллера (фр. Barthélémy Louis Muller; 1739–1810) и его супруги Мари Небель (фр. Marie Thérèse Nebel).
Поступил 1 мая 1789 года добровольцем в пехотный полк Булонне (с 1 января 1791 гоеда - 89-й пехотный). 1 мая 1791 года первёлся в 79-й пехотный полк и принял участие в Савонской экспедиции 1791 года.
17 июля 1793 года, когда противник обстрелял укреплённый лагерь, разбитый близ Перпиньяна, генерал Дагобер с несколькими батальонами отступил. Под натиском превосходящих сил вся линия прогнулась. Простой солдат Мюллер, увидев, что его офицеры выбыли из строя, стал во главе второй части своей роты, и удержал позицию. Затем, поддержанный движением своей кавалерии, во главе небольшого количества храбрецов поддержал удар по испанскому авангарду и выиграл время, позволив восстановить в тылу французскую линию. Этот смелый поступок спас французскую колонну от полного разгрома.
3 сентября 1793 года он стал капралом 3-го батальона добровольцев Тарна, включённый в 1794 году в состав 4-й временной полубригады, объединённой в 1796 году в 11-ю полубригаду линейной пехоты. 12 октября 1793 года получил звание младшего лейтенанта. Противник, взявший под свой контроль форт Сент-Эльм, немедленно атаковал город и укреплённый лагерь Кольюр. Мюллер, находившийся на соседней батарее, во главе 50 решительных мужчин настиг испанцев, занятых грабежом пригорода, и прогнал их.
6 декабря 1793 года получил звание лейтенанта. Был частью авангарда под командованием генерала Ожеро во время кампании 1794 года. Важный пост, установленный недалеко от испанского литейного завода Ла-Шапель и защищаемый 180 горными егерями, только что был захвачен противником. Лейтенант Мюллер получает разрешение возглавить двадцать пять элитных бойцов. Он нападает на врага численностью 300 человек, сбивает его штыком и занимает позицию, которую удерживает, несмотря на отчаянные усилия испанцев. В этом случае его ранит саблей офицер, которого он убивает посреди неприятельских рядов. Капитанскую лицензию он получил 25 ноября 1795 года.
Главнокомандующий Шампионне при отступлении армейского корпуса из Рима оставил его в форте Чивита-Кастельяна с гарнизоном в сто пятьдесят человек и двадцать артиллеристов и приказал держаться до последнего. Атакуемый неаполитанской дивизией, Мюллер произвёл на них такое сильное впечатление, что вражеские генералы так и не осмелились провести свои коммуникации через город, который его слишком малочисленный гарнизон, тем не менее, был вынужден покидать каждую ночь. Он защищался с самым похвальным упорством и отвечал стрельбой на предложения сдаться. Наконец, по прошествии девяти дней, эта многочисленная армия решила отступить. Капитан Мюллер следил за движением неприятеля всего с пятью конными егерями, вынудив его бросить обоз с фуражом. А когда обнаружил в нескольких лье от себя роту вражеской кавалерии, занявшую небольшой городок Непи, он, не колеблясь атаковал её в этом городке и стал хозяином различных запасов, которые неприятель пытался эвакуировать.
25 февраля 1799 года стал адъютантом генерала Макдональда и отвечал за доставку депеш в Рим к месту назначения в сопровождении одного слуги через многочисленные посты повстанцев, которые так хорошо заняли все проходы, что комиссар Абриал был задержан на несколько дней в Террачине с эскортом из более чем 400 человек.
Его поведение во время кровавого дня на Треббии 19 июня 1799 принесло ему звание командира батальона прямо на поле боя. Был переведён 9 апреля 1802 года в 49-ю полубригаду линейной пехоты, и служил на побережье Шербура.
22 декабря 1803 года стал майором, и был назначен заместителем командира 65-го полка линейной пехоты. 1 мая 1806 года переведён в Императорскую гвардию, и возглавил батальон в полку пеших гренадер. 20 октября 1806 года дослужился до звания полковника, и был назначен командиром 12-го полка линейной пехоты. 26 декабря был ранен в левое колено при Пултуске.
7 апреля 1809 года вышел в отставку, и поселился в Шато-дю-Буа-Ферран в Мулене (Манш). 11 октября 1810 года женился на Мари-Мадлен Тавола (фр. Marie-Madeleine Louise Pierrette Tavola), от которой имел сына Франсуа (фр. François Xavier Charles Alphonse Muller; 1811—1870). Затем он жил в Сершесе, где был мэром до 1812 года. 31 марта 1812 года он возобновил службу в качестве командующего оружием в Остенде. С 31 августа 1813 года он был адъютантом военного министра. Он присоединился к Людовику XVIII и 18 июля 1814 года стал командиром 86-го полка линейной пехоты. 19 апреля 1815 года вышел в отставку, и удалился в коммуну Репе, где был мэром с 1825 по 1829 год. Умер в возрасте 78 лет 6 мая 1853 года в Нанси.

## Воинские звания
- Капрал (3 сентября 1793 года);
- Младший лейтенант (12 октября 1793 года);
- Лейтенант (6 декабря 1793 года);
- Капитан (25 ноября 1795 года);
- Командир батальона (19 июня 1799 года, утверждён в чине 6 августа 1799 года);
- Майор (22 декабря 1803 года);
- Командир батальона гвардии (1 мая 1806 года);
- Полковник (20 октября 1806 года).

## Титулы
- Барон Мюллер и Империи (фр. baron Muller et de l'Empire; декрет от 19 марта 1808 года, патент подтверждён 10 сентября 1808 года)[2].

## Награды
Легионер ордена Почётного легиона (25 марта 1804 года)
 Офицер ордена Почётного легиона (7 июля 1807 года)
 Кавалер военного ордена Святого Людовика (20 августа 1814 года)